# Astrodontium cryptotheca
Astrodontium cryptotheca là một loài Rêu trong họ Leucodontaceae. Loài này được (Hampe) Schimp. mô tả khoa học đầu tiên năm 1872.